# Jocurile Olimpice de iarnă din 2010
Jocurile Olimpice de iarnă din 2010 s-au desfășurat în perioada 12–28 februarie 2010 în Vancouver, Columbia Britanică, Canada, cu câteva competiții și în Whistler, Columbia Britanică. Cele două jocuri (Olimpice și Paralimpice) au fost organizate de Comitetul de Organizare Olimpic Vancouver (VANOC).
Olimpiada de iarnă din 2010 a fost a treia olimpiadă găzduită de Canada și prima în provincia Columbia Britanică. În trecut, Canada a fost gazda Olimpiadei de vară din 1976 la Montreal și a Olimpiadei de iarnă din 1988 la Calgary.
Conform tradiției olimpice, fostul primar al orașului Vancouver, Sam Sullivan, a primit Drapelul Olimpic în cadrul ceremoniei de închidere a Jocurile Olimpice de iarnă din 2006 de la Torino, Italia, drapel ce a fost transmis apoi lui Michaëlle Jean și lui Gordon Campbell. Drapelul a fost arborat în Canada pe 28 februarie 2006, într-o ceremonie specială.
Biletele pentru Vancouver au fost puse în vânzare pe 3 octombrie 2008.

## Candidatura de organizare
| Oraș        | Nume CON      | Runda 1 | Runda 2 |
| Vancouver   | Canada        | 40      | 56      |
| Pyeongchang | Coreea de Sud | 51      | 53      |
| Salzburg    | Austria       | 16      | —       |

Asociația Canadiană Olimpică a ales Vancouver ca oraș-candidat al Canadei în defavoarea orașului Calgary, care a dorit să reorganizeze jocurile și a orașului Quebec, care a pierdut în 1995 organizarea Olimpiadei de iarnă din 2002.
În prima rundă de vot, pe 21 noiembrie 1998, Vancouver-Whistler a obținut 26 de voturi, Quebec 25 de voturi, iar Calgary 21. Pe 3 decembrie 1998 a avut loc a doua și ultima rundă, desfășurată între primele două clasate în prima rundă. Rezultatele au fost:
1. Vancouver: 40 de voturi
2. Quebec: 32 de voturi

Vancouver a câștigat și procesul de candidatură internațional și astfel a devenit gazda JO de iarnă din 2010. Votul a avut loc pe 2 iulie 2003, la a 115-a Sesiune a CIO, desfășurată la Praga, Cehia. Rezultatul a fost anunțat de Președintele CIO, Dr. Jacques Rogge. Vancouver a învins în drumul lui spre organizare alte 2 orașe: PyeongChang (KOR) și Salzburg (AUT).

## Locuri de desfășurare

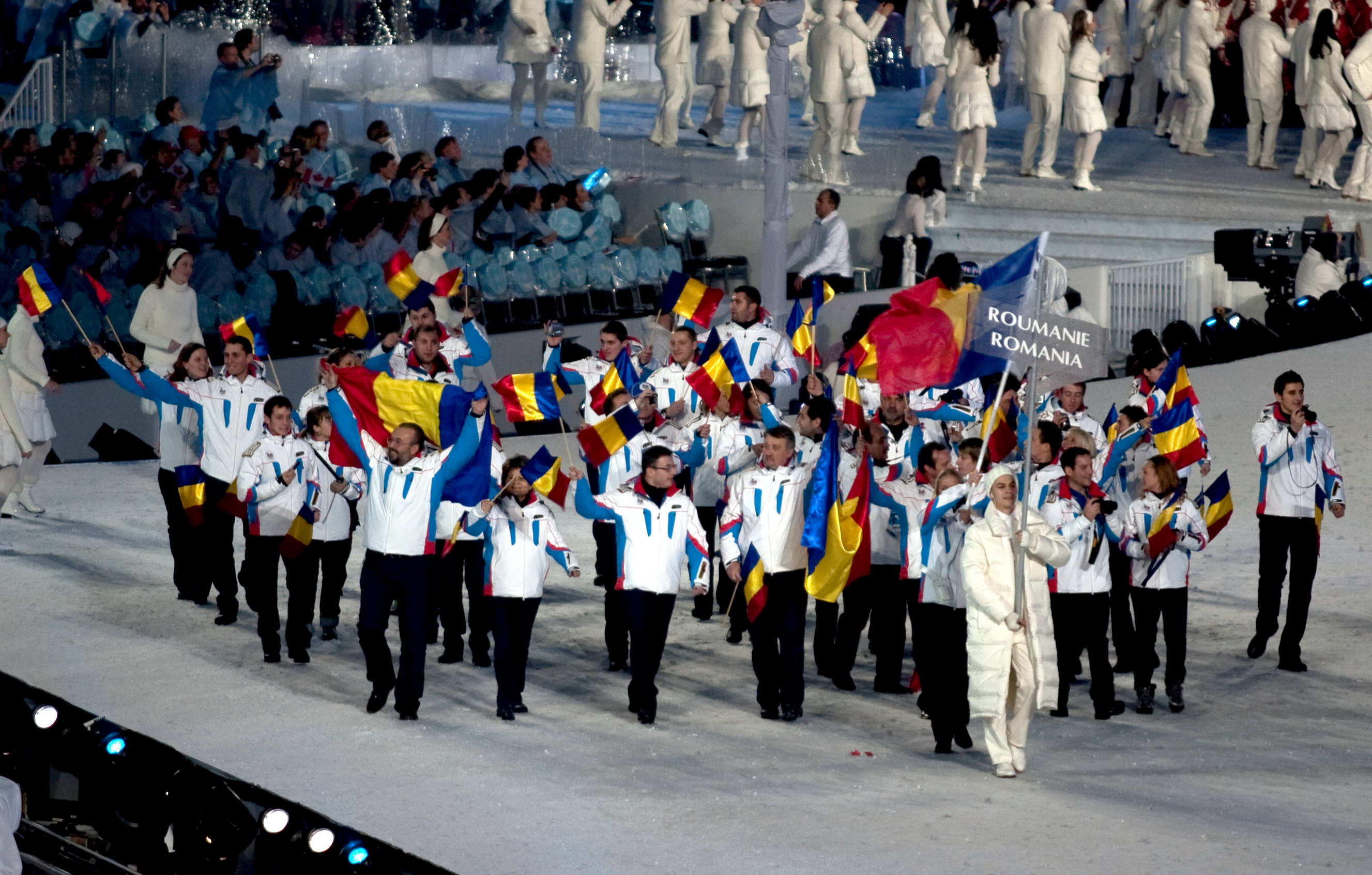
Delegația României la ceremonia de deschidere

Câteva arene, incluzând Ovalul Olimpic Richmond, sunt la nivelul mării, o raritate pentru Jocurile de iarnă. Jocurile din 2010 sunt primele — de vară sau de iarnă — a căror ceremonie de deschidere a avut loc în sală. Vancouver, care este cel mai populat oraș care a organizat vreodată Jocurile de iarnă, beneficiază de o vreme călduroasă: în februarie, temperatura medie este de 4,8 °C.

### Vancouver
- Canada Hockey Place (hochei pe gheață)
- Vancouver Olympic Centre (curling)
- Pacific Coliseum (patinaj artistic, short track)
- UBC Thunderbird Arena (Hochei pe gheață)

### Whistler
- The Whistler Sliding Centre (bob, sanie, skeleton)
- Whistler Creekside (schi alpin)
- Whistler Olympic Park (biatlon, schi fond, sărituri cu schiurile, combinată nordică)

### Richmond
- Richmond Olympic Oval (patinaj viteză)

### Vancouverul de Vest
- Cypress Mountain (schi acrobatic, snowboard)

## Paticipanți
82 Comitete Olimpice Naționale (CON) și-au înscris echipele la Jocurile Olimpice de iarnă din 2010.

Țările participante sunt colorate în culoarea verde deschis.

## Sporturi
86 de probe din diferite sporturi de iarnă au fost programate la Jocurile de iarnă din 2010.
- 8 sporturi din categoria sporturilor pe gheață: bob, sanie, hochei pe gheață, patinaj artistic, patinaj viteză, patinaj short-track și curling.
- 3 sporturi din categoria sporturilor alpine: schi, schi acrobatic și snowboard.
- 4 sporturi din categoria sporturilor nordice: biatlon, schi fond, sărituri cu schiurile și combinata nordică.

| - Schi alpin - Biatlon - Bob - Schi fond |  | - Curling - Patinaj artistic - Schi acrobatic - Hochei pe gheață |  | - Sanie - Combinată nordică - Patinaj short track - Skeleton |  | - Sărituri cu schiurile - Snowboarding - Patinaj viteză |

Au fost și alte probe propuse spre a fi incluse în programul Jocurilor Olimpice de iarnă din 2010. Pe 28 noiembrie 2006, membrii Comitetului Executiv CIO, la întâlnirea lor din Kuwait, au votat includerea probei de skicross în programul oficial. Comitetul Olimpic Vancouver (VANOC) a aprobat proba ca fiind parte oficială a jocurilor.
Probe care au candidat pentru includere, dar nu au foat aprobate:
- Ștafetă mixtă (biatlon)
- Dublu mixt (curling)
- Proba pe echipe (schi alpin)
- Proba pe echipe (bob și skeleton)
- Proba pe echipe (sanie)
- Proba feminină (sărituri cu schiurile)

## Calendar
| CD | Ceremonia de deschidere | ● | Eveniment competițional | 1 | Eveniment final | GD | Gală demonstrativă | CÎ | Ceremonia de închidere |

| Februarie             | Februarie             | 12 Vi | 13 Sâ | 14 Du | 15 Lu | 16 Ma | 17 Mi | 18 Jo | 19 Vi | 20 Sâ | 21 Du | 22 Lu | 23 Ma | 24 Mi | 25 Jo | 26 Vi | 27 Sâ | 28 Du | Probe |
| --------------------- | --------------------- | ----- | ----- | ----- | ----- | ----- | ----- | ----- | ----- | ----- | ----- | ----- | ----- | ----- | ----- | ----- | ----- | ----- | ----- |
| Ceremonii             | Ceremonii             | CD    |       |       |       |       |       |       |       |       |       |       |       |       |       |       |       | CÎ    |       |
| Biatlon               | Biatlon               |       | 1     | 1     |       | 2     |       | 2     |       |       | 2     |       | 1     |       |       | 1     |       |       | 10    |
| Bob                   | Bob                   |       |       |       |       |       |       |       |       | ●     | 1     |       | ●     | 1     |       | ●     | 1     |       | 3     |
| Combinată nordică     | Combinată nordică     |       |       | 1     |       |       |       |       |       |       |       |       | 1     |       | 1     |       |       |       | 3     |
| Curling               | Curling               |       |       |       |       | ●     | ●     | ●     | ●     | ●     | ●     | ●     | ●     | ●     | ●     | 1     | 1     |       | 2     |
| Hochei pe gheață      | Hochei pe gheață      |       | ●     | ●     | ●     | ●     | ●     | ●     | ●     | ●     | ●     | ●     | ●     | ●     | 1     | ●     | ●     | 1     | 2     |
| Patinaj artistic      | Patinaj artistic      |       |       | ●     | 1     | ●     |       | 1     | ●     |       | ●     | 1     | ●     |       | 1     |       | GD    |       | 4     |
| Patinaj viteză        | Patinaj viteză        |       | 1     | 1     | 1     | 1     | 1     | 1     |       | 1     | 1     |       | 1     | 1     |       | ●     | 2     |       | 12    |
| Sanie                 | Sanie                 |       | ●     | 1     | ●     | 1     | 1     |       |       |       |       |       |       |       |       |       |       |       | 3     |
| Sărituri cu schiurile | Sărituri cu schiurile | ●     | 1     |       |       |       |       |       | ●     | 1     |       | 1     |       |       |       |       |       |       | 3     |
| Schi acrobatic        | Schi acrobatic        |       | 1     | 1     |       |       |       |       |       | ●     | 1     | ●     | 1     | 1     | 1     |       |       |       | 6     |
| Schi alpin            | Schi alpin            |       |       |       | 1     |       | 1     | 1     | 1     | 1     | 1     |       | 1     | ●     | 1     | 1     | 1     |       | 10    |
| Schi fond             | Schi fond             |       |       |       | 2     |       | 2     |       | 1     | 1     |       | 2     |       | 1     | 1     |       | 1     | 1     | 12    |
| Short track           | Short track           |       | 1     |       |       |       | 1     |       |       | 2     |       |       |       | 1     |       | 3     |       |       | 8     |
| Skeleton              | Skeleton              |       |       |       |       |       |       | ●     | 2     |       |       |       |       |       |       |       |       |       | 2     |
| Snowboard             | Snowboard             |       |       |       | 1     | 1     | 1     | 1     |       |       |       |       |       |       |       | 1     | 1     |       | 6     |
| Total probe           | Total probe           |       | 5     | 5     | 6     | 5     | 7     | 6     | 4     | 6     | 6     | 4     | 5     | 5     | 6     | 7     | 7     | 2     | 86    |
| TOTAL                 | TOTAL                 |       | 5     | 10    | 16    | 21    | 28    | 34    | 38    | 44    | 50    | 54    | 59    | 64    | 70    | 77    | 84    | 86    |       |
| BC Place              | BC Place              |       |       | ●     | ●     | ●     | ●     | ●     | ●     | ●     | ●     |       | ●     | ●     | ●     | ●     |       |       |       |
| Whistler Medal Plaza  | Whistler Medal Plaza  |       | ●     | ●     | ●     | ●     | ●     | ●     | ●     | ●     | ●     | ●     | ●     | ●     | ●     | ●     | ●     |       |       |
| Februarie             | Februarie             | 12 Vi | 13 Sâ | 14 Du | 15 Lu | 16 Ma | 17 Mi | 18 Jo | 19 Vi | 20 Sâ | 21 Du | 22 Lu | 23 Ma | 24 Mi | 25 Jo | 26 Vi | 27 Sâ | 28 Du | Probe |

## Clasamentul după medalii
Mai jos sunt listați primele zece țări care au participat la Jocurile Olimpice de iarnă din 2010.
Legendă
      Țara gazdă
| Loc | Țară                       | Aur | Argint | Bronz | Total |
| --- | -------------------------- | --- | ------ | ----- | ----- |
| 1 | Canada                     | 14  | 7      | 5     | 26    |
| 2 | Germania                   | 10  | 13     | 7     | 30    |
| 3 | Statele Unite ale Americii | 9   | 15     | 13    | 37    |
| 4 | Norvegia                   | 9   | 8      | 6     | 23    |
| 5 | Coreea de Sud              | 6   | 6      | 2     | 14    |
| 6 | Elveția                    | 6   | 0      | 3     | 9     |
| 7 | China                      | 5   | 2      | 4     | 11    |
| | Suedia                     | 5   | 2      | 4     | 11    |
| 9 | Austria                    | 4   | 6      | 6     | 16    |
| 10 | Olanda                     | 4   | 1      | 3     | 8     |
| România și Republica Moldova, deși au participat la această ediție a jocurilor olimpice, n-au câștigat nici o medalie. |                            |     |        |       |       |

## Evenimente
- Cu câteva ore înainte de ceremonia de deschidere, sportivul georgian Nodar Kumaritașvili a decedat într-un accident suferit la antrenamente. Kumaritashvili, a cărui sanie avea în momentul accidentului 143 km/h, s-a răsucit la ultimul viraj al circuitului, sportivul fiind aruncat de pe pistă, izbindu-se violent de un stâlp de oțel.